# 桜木町事故
桜木町事故（さくらぎちょうじこ）は、1951年（昭和26年）4月24日13時45分頃、神奈川県横浜市の日本国有鉄道（国鉄）東海道本線支線（京浜線。現在の京浜東北線及び根岸線の一部）の桜木町駅構内で発生した列車火災事故。死者106人、負傷者92人に及ぶ被害を出した。
出火原因は電気工事作業員のミスにより垂れ下がっていた架線に列車が接触してショートしたことであるが、乗客は非常時にドアを自力で開けることができず、また隣の車両へ移ることも、窓から脱出することもできなかったために炎上する車両に閉じ込められたこと、また桜木町駅周辺は写真でも分かる通り高架線になっており消火活動が難航したことが多数の被害者を出す要因になった。
犯罪的所業によるものではないが、桜木町事件と呼ばれることもある。この事故後、自動扉つきの客車内には乗降扉非常圧搾空気開放弁（非常ドアコック）の設置と表示が義務化され、緊急時にドアを乗客が手動で開けられるよう法令が改正された。

## 事故概要
1951年4月24日13時38分頃、国鉄京浜線桜木町駅構内から200m横浜寄りの上り線で、架線碍子の交換工事を行っていた電気工事作業員が誤ってスパナを落としたことで架線のメッセンジャーワイヤーが鉄塔に接触してショートし、同ワイヤーが断線した。その影響で上り線の架線が固定されず垂れ下がってしまった。作業員らは上り線のみ列車を進入させないように手配を行ったが、下り線に対しては対策を取らずに通常通り運行できると判断した。
そこへ、京浜線の赤羽発桜木町行き下り第1271B電車（63系5両編成、所定ダイヤより9分遅れ）が下り線からポイントを渡って上り線に進入してきた。運転士は架線が垂れ下がっていることに気づかず、信号も進行現示であったことから35km/hで電車を進行させたが、垂れ下がった上り線の架線に先頭車のパンタグラフが絡まった。運転士は急いでパンタグラフを下ろそうとしたが、先頭車のパンタグラフは架線が絡みついた影響で破損し、車体と接触した状態になったため電流の短絡が発生した。
変電所で遮断器が作動せずに電流が流れ続けたため、破損したパンタグラフから激しい火花が飛び散って先頭車両の屋根の可燃性塗料に着火し、先頭車両は木製の屋根から炎上を始めた。架線からの電流は約5分間にもわたって流れ続け、先頭車両のモハ63756は全体が激しい炎に包まれて約10分間で全焼。火災はさらに2両目のサハ78144にも延焼し始めたため、運転士は3両目から後ろの車両を延焼する車両から切り離す措置を取った。しかし、1両目に乗っていた乗客の大半が炎上する車両から脱出することができず、救出も思うように行われなかった。最終的に、死者106人・重軽傷者92人を出す大惨事となった。
事故車両の窓は3段構造になっており、上段と下段を開閉可能にして中段を固定していた。上下段の開口部の縦幅はそれぞれ29cmしかなく、窓からの脱出は不可能に近かった。電流の短絡が起きていたため、運転士や車掌の操作による自動扉の開放はできなかった。車内には非常用ドアコックが設置されていたが、乗客はおろか乗務員ですらドアコックの位置が分からなかったことから、扉を開けることができずに脱出する機会を失った。やむなく運転士が先頭車両の車端貫通路から乗客を救出しようとしたが、当時の車両の貫通路は車両間の乗客の移動を目的としたものではなく内開きになっており、しかも扉の外側から施錠されていた。辛うじて2両目の貫通路だけは開けられたものの、1両目は脱出しようとする乗客の圧力で扉が開かなかったとされる。結果として、1両目の乗客は窓を枠ごと蹴破って破壊する以外に脱出する術がなく、これが人的被害を拡大する要因となった。またこのような脱出困難な状況は、高架線上での事故だったこともあり火災に気づいて集まった群衆は救出活動ができず、救助を求める乗客が絶命していく姿を見ているしかないという地獄絵図を生んだ。
事故当時、桜木町駅付近の架線に電気を供給していたのは横浜変電所と鶴見饋電区分所であったが、横浜変電所は高速度遮断器が作動し給電を停止できたものの、鶴見饋電区分所の高速度遮断器は作動せず、約5分間にわたってさらに遠方の川崎変電所から架線に電気が流れ続けたことも火の勢いを強めた要因とされている。
本件事故の2年前、1949年9月27日に京阪本線香里園駅付近で電流の短絡によって発生した火災事故でも自動扉は開かず、乗客は窓を破って脱出せざるを得なかった。本件事故と状況が酷似しているが、その教訓は生かされなかった。

## 被害拡大の原因

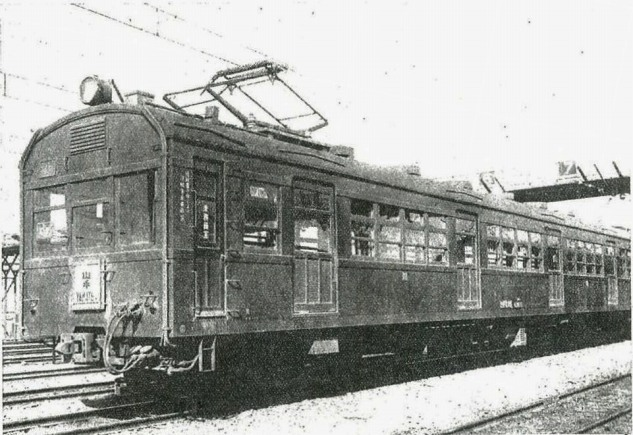
63系電車(1947年頃、池袋)

被災した63系電車は、重要な安全部品を省略したり粗悪な代用品を使用した、いわゆる戦時設計によって製造された車両であった。可燃性材料の多さについては戦前期の電車にも共通する部分があるものの、63系では可燃性の塗料やベニヤ板の天井内張りなど燃焼性の高い材料が多用されており、不燃構造は戦前車よりも劣るものであった。
さらにモハ63形は、一般的に絶縁被覆と防護鋼管で覆われているべき室外配線を棚状の構造物の上に所々を縛った形で並べるなど、電気配線の構造上の問題や、当時の絶縁被覆が良質なものでない電線を使用した状態がいずれもそのまま放置されている構造であり、その上電流短絡事故の際に必要な保安機器の一部も省略されていた。そのため、車体に架線の電流が流れて火花が発生するなどした場合に炎上しやすい構造であった。関連して、本件事故が発生する以前からモハ63形に限らず、この時期の電車全般は外的要因（本件事故では架線切断）がなくとも小規模な発煙および発火事故を日常的に起こしており、ひどい場合は全焼して事故廃車となることさえあった。

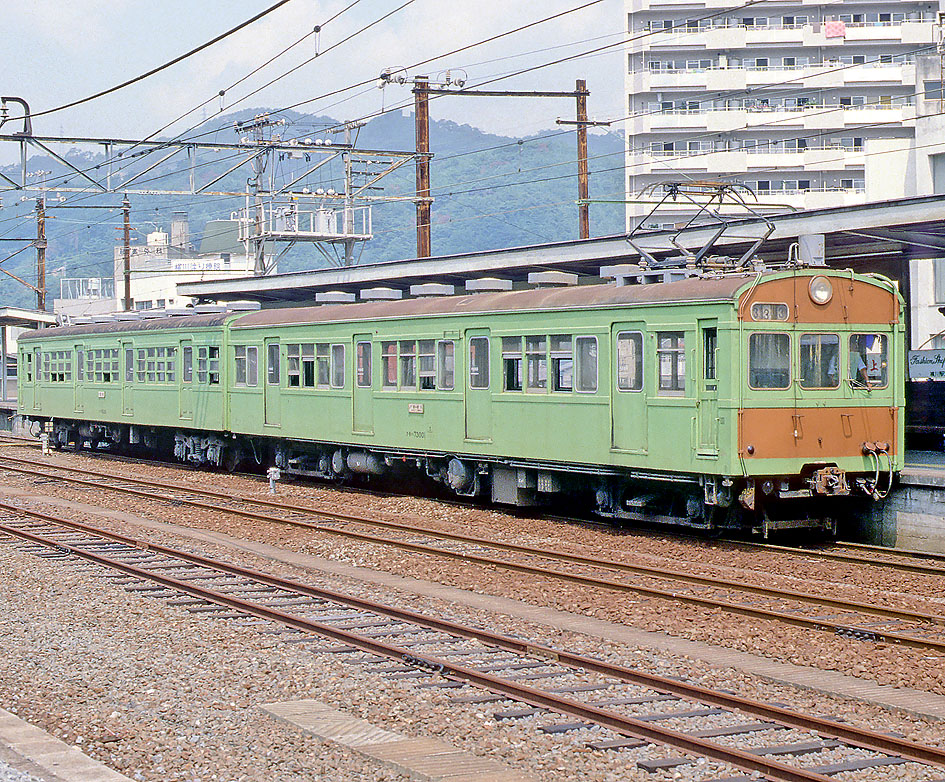
クモハ73001（手前）
桜木町事故後1952年に体質改善工事を受けた元モハ63143
クハ79326（奥）
1953年製 木製三段窓は中段可動に設計変更

また、窓については63系では立ち客への通風の改善とガラス不足を補うべく三段式になっており、中段が固定されている構造のために脱出が不可能であった。63系より前の車両のように二段式であったなら、あるいは三段式であっても中段も可動する構造になっていたならば、開口部が大きいため脱出が可能であり、犠牲者数は激減したであろうといわれている。乗降扉についても、1946年（昭和21年）6月4日に発生した中央線乗客転落事故の教訓により木製扉から鋼製扉への交換および新製時からの採用が進行していたことが、ドアコック表示不備も相まって結果としては裏目に出る形となった（本件事故のモハ63756も鋼製ドアを装備。もっとも2両目のサハ78144は木製ドアであった）。
同じく、車両の妻面にある貫通扉も引き戸ではなく内側に開く構造であった。当時はもっぱら近距離の輸送手段であった電車には、客車のような幌つきの貫通路は設置されておらず、乗客がここを通ることは想定されていなかった。そのため、超満員の乗客の圧力で扉を開けることができず、ここからの脱出も不可能であった。
地上側の要因として、鶴見饋電区分所(当時の名称は鶴見キ電室)が即座にき電停止しなかった点が挙げられる。現場に最も近い横浜変電所は、事故電流を検知して即座に遮断器が開放してき電停止したが、鶴見饋電区分所の遮断器はそれより遠方のため事故電流を検出できず、川崎変電所からのき電が継続され続けた。本来、横浜変電所の遮断器が開放すれば遠方からのき電は行われないはずであるが、この事故の前に起きた汐留変電所(現在の新橋変電所)の火災復旧のため遮断器4機のうち2機が取り外されており、き電回路がT形となっていたため、川崎変電所からの電流を止めることができなかった。当時の変電所は連絡遮断装置や遠方制御装置がなく有人運転であり、事故時の隣接変電所の遮断は電話連絡に頼っていた。このことが契機となって、電流変化率を元に事故電流を検出する直流饋電線故障選択装置が開発された。
なお事故に関する直接の要因ではないが、当時の桜木町駅が終着駅でホームの先端に改札口があったことから、乗客が先頭車両に集中していたことも犠牲者が増大した一因とされている。

## 事故後の対策
国鉄では事故の翌日から、モハ63形全車両の車体に車外コック位置を「▽」で標記し、車内にも座席下のコック位置を記したガリ版刷りの張り紙をするという素早い対策を行った。しかしながら、皮肉にもそれが三河島事故の被害を拡大させる原因にもなった。そして戦時設計の電車に対し、車内への防火塗料の塗布（モハ30形などの既存車輌にも適用）、パンタグラフの絶縁強化、車端部の貫通路と貫通幌の設置などの応急処置を施した（1951年までに一部の例外車を除き完了）。後に車内天井の鋼板化、貫通路拡張、三段窓の全段可動化など、徹底的な体質改善工事を実施し、800両にも及ぶ対象車の体質改善工事はわずか2年強で完了した。このことは、本件事故が社会に与えた衝撃の大きさを物語るものといえる。また、体質改善の動きは戦後すぐの混乱期に運輸省から63系の割り当てを受けた各私鉄の間にも広まった。
なお、前述の体質改善工事によってモハ63形電車はモハ73形（制御電動車）、モハ72形（中間電動車）等に形式を改め、国鉄末期まで使用された。また、事故当時に桜木町行き電車の2両目に連結されていて被災、類焼したサハ78144については、1957年にクハ79形920番台に準じた全金属車体に載せ替えられてクハ79904となり、晩年は中央線名古屋地区で活躍した。詳細は国鉄72系電車#改造内容を参照。
また、抜本的な防火対策・体質改善を行う観点から、セミ・モノコック構造の採用による全金属車体の導入が推進されることとなり、1955年にナハ10形客車が製造され、翌年には電車においてもモハ72形・クハ79形の920番台が製造されて、それ以後は木材などの可燃物をほぼ廃した全金属車体で製造されることとなった。

## 刑事裁判
事故の関係責任者は逮捕起訴された。スパナを落下させた作業員3人と、桜木町駅の信号掛、電車運転士の計5人に禁錮6か月 - 1年10か月の実刑判決が言い渡された。

## 社会的影響
当時三大怪事件をはじめ、度々事故を起こしていた国鉄に対する国民の不信はこの事故をきっかけに爆発し、マスコミは国鉄に対するバッシングを行った。また、政界でも野党が国鉄の怠慢によって発生したものであるとして、当時の吉田内閣への倒閣と結びつける向きがあった。第2代国鉄総裁であった加賀山之雄は、事故の責任を取り引責辞任することになる。
国鉄は、1949年にプロ野球球団「国鉄スワローズ」（現・東京ヤクルトスワローズ）を立ち上げ、その後も80系電車・70系電車などの新形式車両を投入し、特別急行列車・食堂車・寝台車など戦時中に廃止された列車サービスの復活を図るなど、復興に邁進していた。その最中に起こった事故であるため、国鉄内外における衝撃は大きく、「プロ野球に参入する暇があれば、欠陥電車の整備を先に行え」などと非難された。
なお、80系電車を開発したメンバーの一人であり、当時国鉄車両局長を務めていた島秀雄はこの事故の責任を取って辞職し、その後十河信二に請われて復帰する1955年まで、鉄道技術職から離れる事になった。
当時の朝日新聞で連載されていた『サザエさん』でも、この事故を題材とした回があった。
1951年（昭和26年）5月7日、鶴見区の曹洞宗大本山總持寺にて合同慰霊祭が挙行された。これにあたり天皇、皇后から施主の国鉄総裁に生花が賜われた。同寺には事故の慰霊碑が存在する。

## 後年への影響
鉄道省 - 国鉄本社による正式設計としては初めて貫通幌を取り付けた80系電車だったが、80系のそれは電車用にと新規に設定されたサイズのものだった。一方、本事故を受けての緊急の改造で国電全車に貫通幌を取り付けることになったため、新規に製造を依頼していたのでは到底間に合わないことから、各車両区に補修部品としてストックされていた旧型客車用の片持ち式幌が動員された（ただし、サンプルに使用した車輌については、横須賀線のモハ42系列などに使用されていたものを流用）。結果、80系の方が圧倒的少数派となってしまい、後年80系のいわゆる『都落ち』と呼ばれる地方線区へのバラ転用の際は、80系の方が他車との連結に備えて貫通幌を交換することになった。その後初代ブルートレイン20系や、こだま形20系電車、キハ80系初期車等で幌規格変更を目論むも後年の形式で結局元に戻る現象を繰り返し、とうとう鉄道省発足以来国鉄終焉までこの片持ち式幌が使われることになった。